# اس‌ام‌اس وتین
اس‌ام‌اس یتن (به انگلیسی: SMS Wettin) یک کشتی بود که طول آن ۱۲۶٫۸ متر (۴۱۶ فوت ۰ اینچ) بود. این کشتی در سال ۱۹۰۱ ساخته شد.